# バイロン・ブラック
バイロン・ハミシュ・ブラック（Byron Hamish Black, 1969年10月6日 - ）は、ジンバブエ・ハラレ出身の男子プロテニス選手。弟のウェイン・ブラックと末の妹カーラ・ブラックもプロテニス選手で、バイロンは3人兄弟の長男である。フォアハンド・ストローク、バックハンド・ストロークとも両手打ちの選手。自己最高ランキングはシングルス22位、ダブルス1位。ATPツアーでシングルス2勝、ダブルス22勝を挙げた。身長175cm、体重70kg。

## 概要
ブラック家は、父親が1953年と1956年ウィンブルドン選手権男子シングルス3回戦に進出したドン・ブラックで、自宅のアボカド農園の裏庭に4面の芝生コートを建設した。3人の兄弟はその中でテニスを習得し、長男のバイロンも父親の手ほどきを受けた。バイロンは1987年から男子テニス国別対抗戦デビスカップジンバブエ代表選手に選ばれたが、南カリフォルニア大学で学生テニス選手として活動した後、1991年からプロ選手に転向した。1991年に年間最優秀新人賞を受賞した。
1993年、バイロンはツアーでダブルス年間6勝を挙げ、1994年にはダブルスで10度の決勝戦に進出した。1993年の後半から、ブラックはジョナサン・スタークとのペアで成績を伸ばし、1994年全豪オープンと1994年全仏オープンで4大大会の男子ダブルス決勝にも進出した。全豪オープンでブラックとスタークはヤッコ・エルティン/ポール・ハーフース組に敗れて準優勝になったが、全仏オープンでヨナス・ビョルクマン/ヤン・アペル組を6-4, 7-6で破って初優勝を飾り、ブラックはジンバブエ人として初の4大大会タイトルを獲得した。
1996年に入ると、バイロンはダブルスでグラント・コネルとペアを組むことが多くなった。バイロンとコネルのペアは、1996年ウィンブルドン選手権男子ダブルスで決勝に進出したが、ウッディーズに6-4, 1-6, 3-6, 2-6に敗れて準優勝になった。ウィンブルドン選手権後、ブラックは弟のウェインとともにオリンピックのジンバブエ選手団の一員としてアトランタ五輪に出場し、バイロンとウェインのペアで男子ダブルスにも出場したが、単複とも2回戦敗退に終わっている。
バイロンの4大大会シングルス自己最高成績は、1995年全米オープンと2000年ウィンブルドン選手権ベスト8進出であった。1995年全米オープンでは、ブラックは4回戦でミヒャエル・シュティヒを6-4, 6-4, 3-6, 2-6, 6-3のフルセットで破ったが、準々決勝で第2シードのピート・サンプラスに6-7, 4-6, 0-6のストレートで完敗した。2000年ウィンブルドン選手権の準々決勝では、ウラジミール・ボルチコフに6-7, 6-7, 4-6で敗れている。シングルスではウィンブルドン選手権ダブルス準優勝があった1996年に、4月のソウル・オープンで初優勝を果たし、1999年4月にチェンナイ・オープンで2勝目を挙げたが、キャリアを通じて8度の準優勝があった。1998年のジャパン・オープン・テニス選手権決勝でアンドレイ・パベルに3-6, 4-6で敗れた準優勝もある。
2000年ウィンブルドン選手権でベスト8に進出した後、3人兄弟にテニスを教えた父親のドンが同年10月19日に死去した。バイロンは父親の死後、2001年全豪オープン男子ダブルスで7年ぶり2度目の決勝に進出した。パートナーはダーヴィト・プリノジルと組んだが、決勝戦でトッド・ウッドブリッジ/ヨナス・ビョルクマンに1-6, 7-5, 4-6, 4-6で敗れ、全豪男子ダブルスは2度の準優勝で終わった。バイロンは2001年に1月のチェンナイ・オープンと9月のキングフィッシャー航空テニス・オープンでダブルス年間2勝を挙げたが、日本のトーマス嶋田とペアを組んだキングフィッシャー航空テニス・オープンが彼の最後の優勝になった。バイロンはデビスカップ2002ワールドグループ・プレーオフ対ベルギー戦のシングルス第4試合でグザビエ・マリスに敗れた試合を最後に33歳で現役を引退した。

## 4大大会ダブルス成績
| 大会            | 1989  | 1990  | 1991  | 1992  | 1993  | 1994  | 1995  | 1996  | 1997  | 1998  | 1999  | 2000  | 2001  | 2002  | SR     | Win-Loss |
| --------------- | ----- | ----- | ----- | ----- | ----- | ----- | ----- | ----- | ----- | ----- | ----- | ----- | ----- | ----- | ------ | -------- |
| 全豪オープン    | A     | A     | A     | 2R    | 1R    | F     | 1R    | 2R    | 3R    | 1R    | 2R    | 2R    | F     | 3R    | 0 / 11 | 18–11    |
| 全仏オープン    | A     | A     | A     | 1R    | 1R    | W     | 2R    | 2R    | 1R    | 1R    | 2R    | 2R    | 1R    | 3R    | 1 / 11 | 12–10    |
| ウィンブルドン  | A     | A     | 2R    | 1R    | QF    | 3R    | 3R    | F     | 2R    | 1R    | 1R    | 3R    | 1R    | 2R    | 0 / 12 | 17–12    |
| 全米オープン    | 2R    | A     | A     | 1R    | 2R    | 3R    | QF    | 1R    | 1R    | 3R    | SF    | 1R    | 2R    | A     | 0 / 11 | 14–11    |
| Grand Slam SR   | 0 / 1 | 0 / 0 | 0 / 1 | 0 / 4 | 0 / 4 | 1 / 4 | 0 / 4 | 0 / 4 | 0 / 4 | 0 / 4 | 0 / 4 | 0 / 4 | 0 / 4 | 0 / 3 | 1 / 45 | N/A      |
| Annual Win-Loss | 1–1   | 0–0   | 1–1   | 1–4   | 4–4   | 15–3  | 6–4   | 7–4   | 3–4   | 2–4   | 6–4   | 4–4   | 6–4   | 5–3   | N/A    | 61–44    |